# バンクーバー朝日
バンクーバー朝日（Vancouver Asahi）は、1914年から1941年まで、カナダ・バンクーバーで活動していた、日系カナダ移民の二世を中心とした野球チーム。

## 球団史
1908年頃、カナダではビクトリアやバンクーバーに「ニッポン」を名乗る日系二世の野球チームが組織されていた。野球チーム設立の当初の目的は、日系カナダ移民の二世への教育目的があったという。
1900年代初頭当時、バンクーバーには日本人街もあり活気に溢れていたが、日本人は人種差別と過酷な低賃金労働に耐えながらも勤労に勤しんだため、現地の白人たちから「日本人が白人の仕事を奪っている」として排斥されたり、日本人街が襲撃されることもあったという。そんな中で、「日本人の誇りを白人に見せつけたい」という思いから、バンクーバー朝日（以下、朝日）は1914年に結成された。
初代の監督には宮崎松次郎が就任した。宮本は「馬車松」とあだ名されるほど精力的な人物だったようで、「英語は話せなくても野球なら出来る」と当時15歳前後の日系二世の少年9人を選び抜いて猛特訓を開始する。当時の日系人社会を中心とした支援を受けながら、猛練習の末チームは力をつけていき、朝日は5年目の1919年に、マイナーリーグにあたるインターナショナル・リーグで優勝する。この頃のチームは一軍から五軍までの構成であったらしく、一軍以外は下からそれぞれ「クローバーズ」「ビーバーズ」「アスレチックス」「カブス」という愛称を持っていた（一軍も短い期間ながら「タイガース」と名乗っていたことがあったようである）。
1921年、朝日は日本運動協会の招待を受けて日本に遠征する。しかしこの時、理由は不明だが朝日はチーム分裂を起こす。二代目の監督であった笠原、主力選手のハリー宮本、トム的場、ジョージ伊藤らが脱退して別の野球チームを結成する動きがあった。本体のチームは結局4人の白人を加えての遠征となった。遠征における朝日の試合経過や結果はよく判っていないが、当時の雑誌の論評によれば、「守備はともかく打力がさっぱり」と酷評されていた。当時和歌山中と対戦し敗れた記録が残っているようである。また函館太洋倶楽部とは3回戦を行い、1勝2敗の成績を残している。
遠征から帰国後、朝日はチームを再編成し、ハリー宮崎が監督を務めた。ハリーはブリティッシュ・コロンビア州各地の白人チームから有力な選手を引き抜く一方、堅い守りとバントやエンドランなどの緻密な機動力を駆使する「Brain Ball」（頭脳野球）と呼ばれた戦術を編み出す。1926年に朝日は前年から加盟していたターミナル・リーグで優勝を果たし、その後1930年と1933年にもリーグ制覇を遂げている。当時ハリーは選手に対して、ラフプレーを禁じ、抗議も一切行わないよう指導した。これは当時の日本人社会と白人社会との間の軋轢を鑑みたものと考えられている。結果、朝日は日系人だけでなく、白人も応援するチームになっていった。
1935年、結成されたばかりの大日本東京野球倶楽部（東京ジャイアンツ）が北米遠征を行った際には、バンクーバーで朝日との対戦を行っている。その後1930年代後半は、毎年監督が変わり成績も伸び悩む時期が続いたようである。
1941年、太平洋戦争が始まると、選手達は戦時捕虜収容所や強制疎開地などに送られ、朝日はチームとしての歴史を閉じる。ただ、当時朝日に所属していた選手達が、収容所内で野球大会をしていたという記録が残っている。

## その後
1994年、TBSテレビ『JNN報道特集』でこのチームを取り上げたドキュメント企画『知られざるカナダ朝日軍』が放映された。これをたまたま見ていたという、かつて朝日に投手として所属し太平洋戦争前に帰国したテディ古本の息子である古本喜庸は、番組プロデューサーに送った手紙の返信で朝日のOBが存命でカナダに在住していることを知る。当地でOBと対面しチーム秘話を聞いた古本は「朝日の存在を知ってほしい」と本を執筆、父に敬意を表し英名風の「テッド・Y・フルモト」というペンネームで2008年に『バンクーバー朝日軍』として文芸社から出版された。なお本作を原作とした、原秀則の作画による同タイトルの漫画作品が『ビッグコミックスペリオール』（小学館）にて連載された。なお、漫画では登場人物の名前を一部捻るなど、セミフィクションの形式を取っている。詳細は『バンクーバー朝日軍』を参照。
2002年、朝日を取り上げたドキュメンタリー映画『スリーピング・タイガース』が製作された。またこの年の5月15日には、かつての朝日の所属選手のうちミッキー前川ら5人がトロントのスカイドームに招かれ、当時イチローや佐々木主浩が所属していたシアトル・マリナーズとトロント・ブルージェイズとの試合の始球式を務めている。
2003年、朝日はカナダ野球殿堂入りチームとなった。表彰式は同年6月28日に行われ、かつての所属選手ら5名（ミッキー前川、ケン沓掛、キヨシ菅、ケイ上西、マイク丸野）が招待された。
2010年、3月26日に岩波書店から『伝説の野球ティーム　バンクーバー朝日物語』が出版された。著者は後藤紀夫。出版に至る経緯などは民放出身者の親睦団体「日本民放クラブ」の機関紙に記されている。 
2014年、朝日を題材として石井裕也がメガホンを執り、妻夫木聡、亀梨和也らが出演した映画『バンクーバーの朝日』が製作・公開された。同年、現地でバンクーバー朝日が再結成された。
2017年2月21日に放送された『世界の村で発見!こんなところに日本人』にて、賀来千香子がカナダにある小さな町カムループスを訪れ、ケイ上西こと上西功一と対面し、当時のエピソードを伺った。上西は2017年2月時点で95歳で、朝日の選手としては最後の存命者でもある。